# ミルチャ・クリステスク
ミルチャ・クリステスク（Mircea Cristescu, 1928年11月2日 - 1995年7月12日）は、ルーマニアの指揮者。

## 経歴
1928年、ブラショヴ生まれ。6歳からヴァイオリンをはじめる。ブカレスト音楽院に進学して1953年にヴィオラ科を卒業後、コンスタンティン・シルヴェストリに指揮法を学ぶ。1956年から1964年までブカレスト医師団管弦楽団の指揮者を務める。1962年にブカレストのジョルジェ・エネスク・フィルハーモニー管弦楽団の指揮者陣に加わり、1966年にはクルジュ＝ナポカ・フィルハーモニー管弦楽団のメンバーで室内管弦楽団を結成している。この室内管弦楽団とエレクトレコード・レーベルに相当数のレコードを製作しており、その中にはヴィヴァルディの《四季》やモーツァルトのハフナー・セレナーデなどが含まれる。
ブカレスト音楽院でも指揮法を講じ、マーカンド・ザーカーやダニエル・スポールディングなどを教えている。
ブカレストにて死去。